# Gymnoscelis polyclealis
Glaucoclystis polyclealis là một loài bướm đêm trong họ Geometridae.